# Monostique
Un monostique est, comme l'indiquent les deux racines grecques qui le composent, une strophe d'un seul vers. Ce terme s'emploie aussi comme adjectif.
La variante monostiche est utilisée par de nombreux auteurs, ainsi que par des universitaires compétents en linguistique. L'existence des deux variantes résulte de celle de deux transpositions françaises de la racine grecque stikhos : -stique comme dans distique, -stiche comme dans hémistiche.
Un exemple très souvent cité est le poème de Guillaume Apollinaire, Chantre, dont le texte intégral — qui commençant par une conjonction de coordination et ne contenant pas de verbe peut être à lecture perçu comme un fragment isolé d'un texte plus vaste — est donné ci-dessous :
Et l'unique cordeau des trompettes marines
(Voir le commentaire proposé par Alain Frontier, dans La Poésie, Belin, édition de poche, 1992, p. 325-326.)
Deux autres exemples, plus significatifs encore car contenant une approche de définition de cette forme brève, extraits de l'œuvre d'Emmanuel Lochac :
Maint poème est la cage où chante un vers captif
Vers unique : poème en son intégrité
Alors que l'exemple tiré de l'œuvre d'Apollinaire ressort d'un emploi circonstanciel, sans trace d'une volonté stylistique de l'auteur, Emmanuel Lochac a théorisé sur le monostiche considéré comme genre poétique à part entière.
Emmanuel Lochac poussera la recherche de concision jusqu'à raccourcir le monostique du format de l'alexandrin à celui de l'octosyllabe, et nommera micrones cette forme abrégée. Exemple, très significatif lui aussi de cette forme brève, car en contenant une approche de justification :
Tout croupit quand s'éteint le rythme
La terminologie anglaise, plus explicite pour le commun des lecteurs, est One-line poem.

## Emploi en poésie
Le monostique (surtout présent à titre de forme brève dans les répliques du théâtre classique et romantique, où il participe à la stichomythie) a été couramment employé par les poètes surréalistes, à des fins d'énigme, ou, plus récemment, par Daniel Boulanger, dans ses Retouches.
C'est le poète Emmanuel Lochac qui en a systématisé l'emploi dès 1936, en particulier dans son recueil éponyme, Monostiches.
À noter que le monostique est en règle générale un poème non titré, la présence d'un titre venant casser l'effet de brièveté. Une des exceptions les plus connues est le poème de Jean Chrysostome Larcher, intitulé Paris en été :
De la pluie et du vent, du vent et de la pluie.
Antoine de Rivarol jugea : «C'est bien, mais il y a des longueurs», voulant dire paraît-il que le premier hémistiche disait déjà tout[réf. nécessaire].